# Троль (платформа)
60°40′00″ пн. ш. 3°40′00″ сх. д. / 60.666666666667° пн. ш. 3.6666666666667° сх. д.
«Тролль А» («Troll А») — велика бурова платформа, яка розташована на газовому родовищі Troll поблизу західних берегів Норвегії. Вона вражає своїми масштабами та інженерними досягненнями: платформа встановлена на бетонній основі з чотирьох опор висотою 369 м, які в свою чергу спираються на основу з 19 збірних бетонних блоків. Загальна висота конструкції складає 483 м (з яких 300 м припадають на підводну частину), вага — 656 тис. т. Глибина моря на місці встановлення платформи — 303 м. Товщина металобетонних опор складає 1 м. Вони зафіксовані на дні за допомого шести 40-метрових вакуумних якорів. Як баласт для забезпечення необхідної стійкості, в порожню бетонну основу платформи через спеціальні клапани залита морська вода. Під дією маси баласту та тиску води нижня секція платформи занурилася в морське дно на 11 м, де і залишиться на 70 років передбачуваного терміну служби цієї платформи.
У одній з чотирьох опор споруджений ліфт.
Видобуток газу почато тут у 1996 р. На платформі розміщений хімічний завод по його переробці. Загальна проектна кількість свердловин — 39, глибина буріння в морському дні — близько 1,5 км.

## Галерея

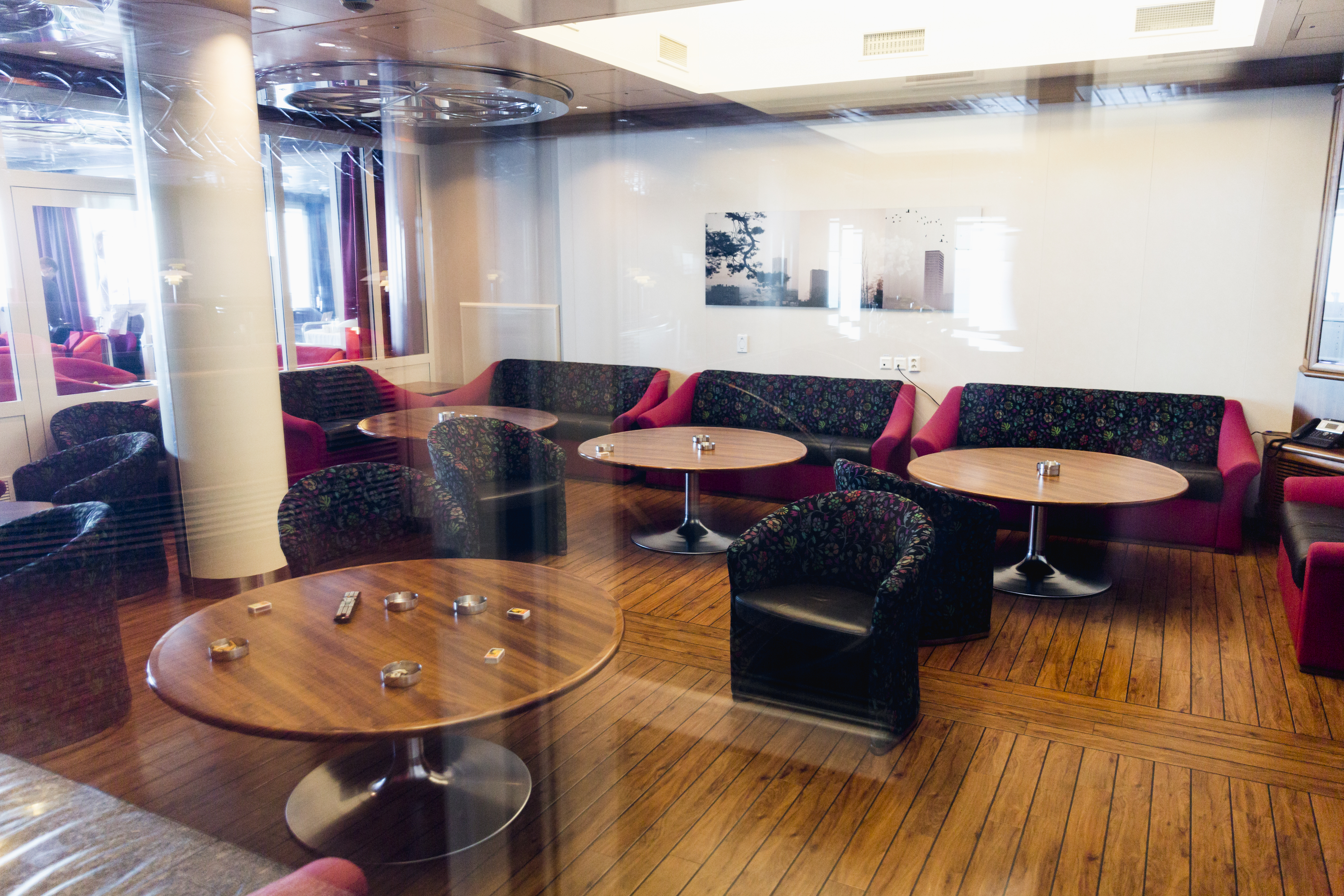
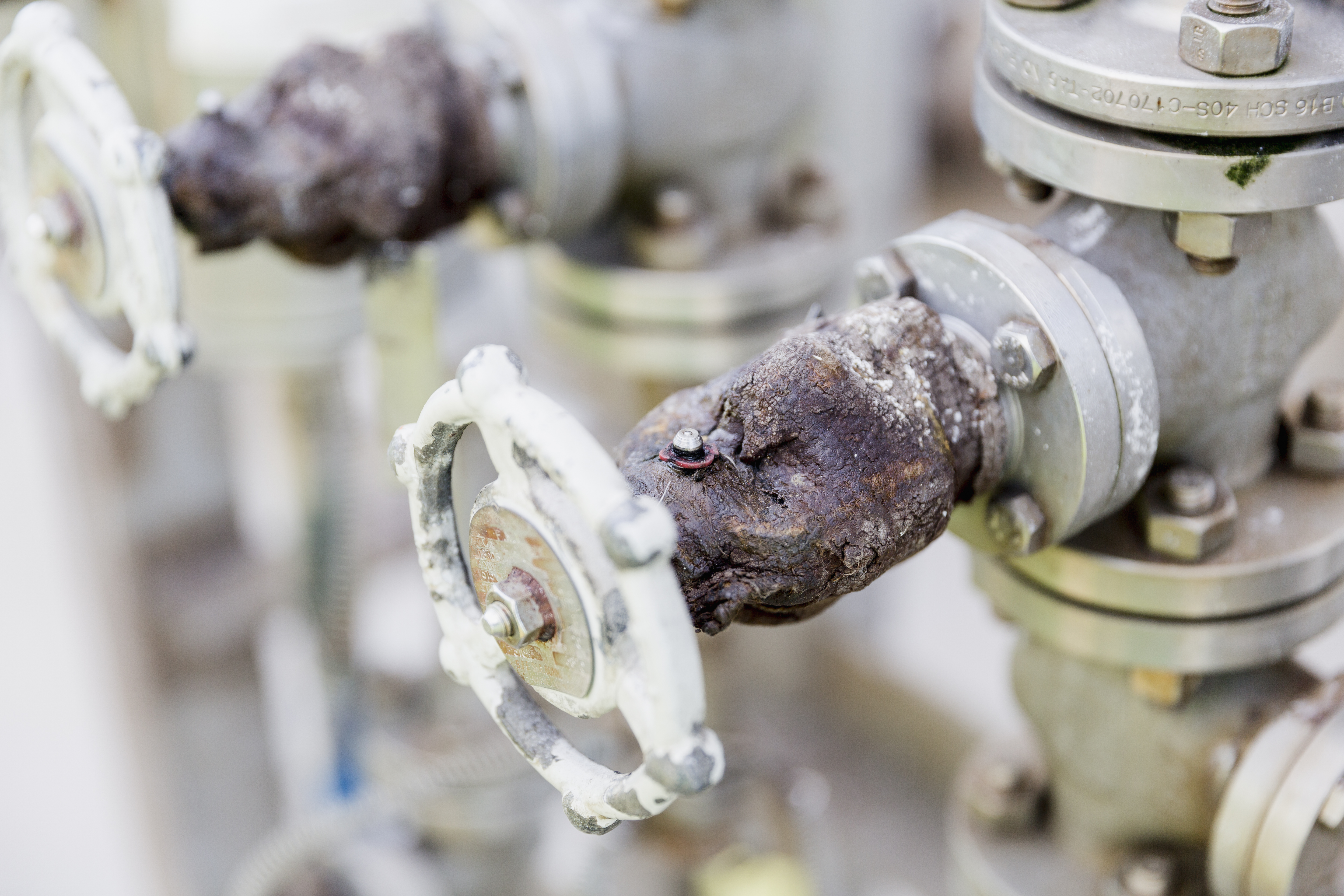